# RIM-66 Standard
RIM-66 Standard MR (SM-1MR/SM-2MR) la một loại tên lửa đất đối không (SAM) tầm trung, với vai trò chống máy bay và mục tiêu bay thấp, như tên lửa đối hạm, được phát triển và trang bị cho tàu chiến của Hải quân Mỹ (USN). Một thành viên của họ tên lửa hạm đối không Standard Missile này là SM-1, được phát triển để thay thế cho tên lửa hạm đối không RIM-2 Terrier và RIM-24 Tartar được triển khai từ những năm 1950s trên các tàu chiến của Mỹ. Tên lửa RIM-67 Standard (SM-1ER/SM-2ER) là phiên bản nâng cấp tăng tầm bắn so với các phiên bản khác nhờ có thêm động cơ nhiên liệu rắn.

## Mô tả
Chương trình phát triển họ tên lửa đối không Standard Missile Standard được bắt đầu từ năm 1963 để chế tạo một dòng tên lửa đối không đủ khả năng thay thế các tên lửa có phòng không có điều khiển Terrier, Talos, và Tartar. Ý tưởng là chế tạo một thế hệ tên lửa có điều khiển mới có khả năng bổ sung cho các hệ thống tên lửa phòng không có điều khiển thế hệ cũ.

### Standard Missile 1
RIM-66A là phiên bản tầm trung của họ tên lửa Standard missile và ban đầu được phát triển để thay thế cho tên lửa RIM-24C trong chương trình Mk74 "Tartar" Guided Missile Fire Control System. Tên lửa mới được phát triển dựa trên thân tên lửa Tartar cũ, để dễ dàng sử dụng chúng trên các giá phóng đạn và khoang chứa đạn tên lửa cũ. RIM-66A/B trong khi nhìn bề ngoài giống với các tên lửa RIM-24C nhưngdduwowcjj thiết kế lại hệ thống điện tử và có hệ thống khóa mục tiêu đáng tin cật hơn và ngòi nổ cải tiến khiến chúng có tính năng tốt hơn tên lửa Tartar. Tên lửa RIM-66A/B Standard MR, (SM-1MR Block I cho đến Block V) được sử dụng trong chiến tranh Việt Nam. Hiện tại Hải quân Mỹ vẫn còn sử dụng một phiên bản thuộc thế hệ Standard missile 1 là phiên bản RIM-66E (SM-1MR Block VI). Trong khi các phiên bản khác thuộc dòng SM 1 đã được cho nghỉ hưu, phiên bản RIM-66E vẫn còn nằm trong trang bị của nhiều lực lượng Hải quân các nước trên thế giới và sẽ được sử dụng đến năm 2020.

### Standard Missile 2
Dòng tên lửa RIM-66C/D Standard MR (SM-2MR Block I) được phát triển từ những năm 1970s và là thành phần chính của hệ thống phòng thủ Aegis và New Threat Upgrade (NTU). Tên lửa SM-2MR sử dụng phương pháp dẫn đường quán tính và dẫn đường theo lệnh ở pha giữa. Hệ thống tự lái của tên lửa được lập trình để bay theo đường bay hiệu quả nhất tới mục tiêu và có thể hiệu chỉnh lại đường bay ở pha giữa. Đầu tự dẫn radar bán chủ động của tên lửa chỉ cần phải chiếu xạ mục tiêu trong vài giây cuối của hành trình đánh chặn. Điều này giúp cho tàu mẹ mang hệ thống phòng thủ Aegis và New Threat Upgrade có khả năng giao chiến với nhiều mục tiêu hơn.
Tên lửa SM-1 và SM-2 tiếp tục được nâng cấp qua các Block.

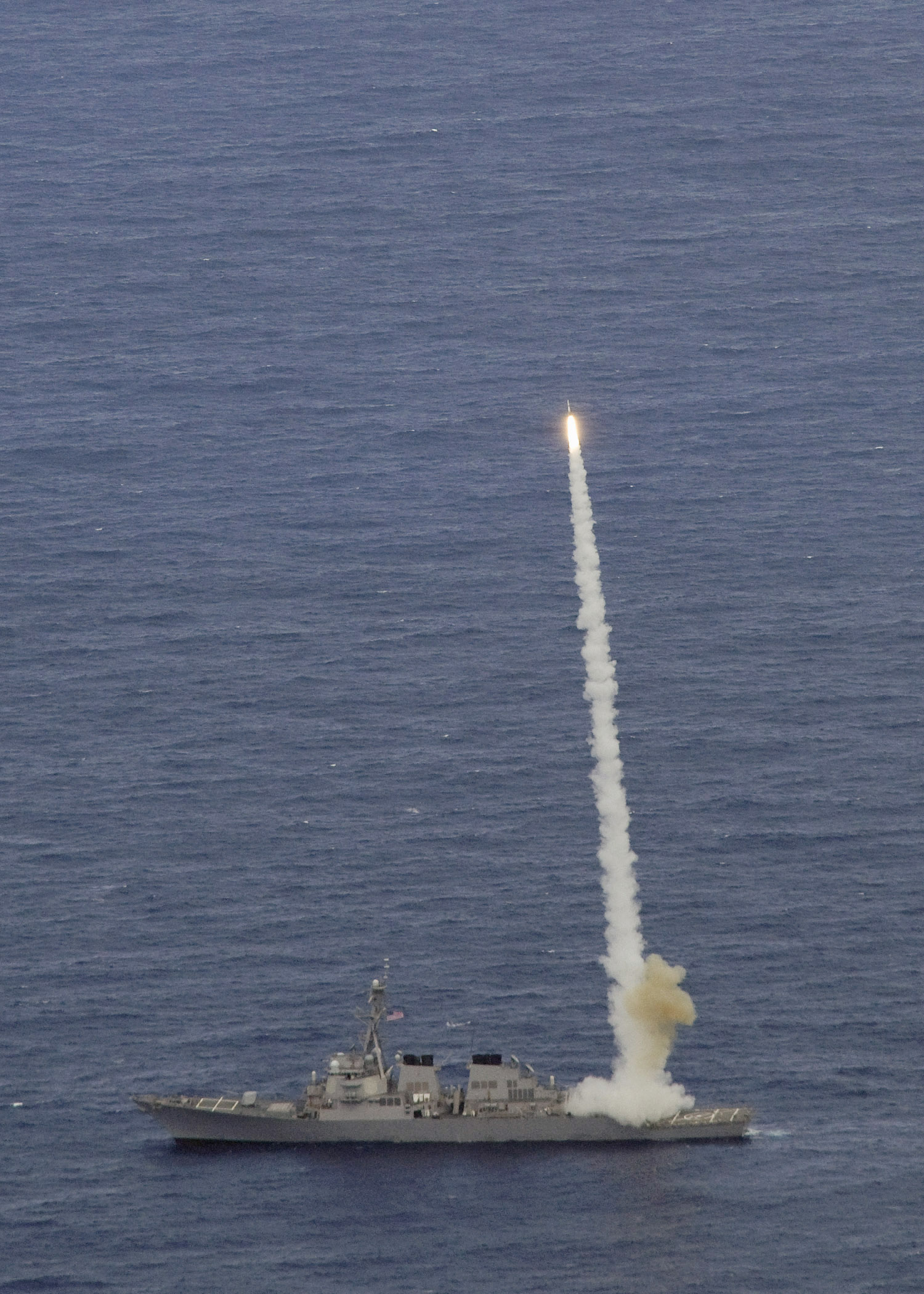
Tàu khu trục mang tên lửa phóng tên lửa Standard Missile-2 trong khi đang cơ động né tránh tấn công từ ngư lôi trong cuộc tập trận Multi-Sail 2009

Tên lửa SM-2 được trang bị trong các ống phóng thẳng đứng Mk 41.
Tên lửa Standard cũng có thể được sử dụng để chống tàu, sử dụng chế độ dẫn đường radar bán chủ động theo đường ngắm, ở cự ly ngoài đường chân trời sử dụng phương pháp dẫn đường quán tính và dẫn đường hồng ngoại pha cuối.
Tên lửa SM-2 đã thực hiện trên 2.700 lần phóng thành công. Tháng Sáu năm 2017, Raytheon đã tuyên bố sẽ khởi động lại dây chuyền sản xuất SM-2 để cung cấp cho Hà Lan, Nhật Bản, Úc và Hàn Quốc. Việc sản xuất trước đó đã bị ngừng kể từ năm 2013 do thiếu đơn đặt hàng quốc tế. Đợt chuyển giao SM-2 Block IIIA và IIIB dự kiến sẽ được thực hiện vào năm 2020. Hải quân Mỹ thông báo sẽ tiếp tục duy trì tên lửa phòng không tầm trung Standard Missile 2 cho đến năm 2035.

## Các nhà thầu phát triển
Tên lửa Standard được sản xuất bởi bộ phận Pomona General Dynamics cho đến năm 1992, khi nó được mua lại bởi Hughes Missile Systems Company. Hughes ký kết thỏa thuận liên kết với Raytheon lập công ty chuyên sản xuất tên lửa SM là Standard Missile Company (SMCo). Hughes Missile Systems sau đó đã bán đứt cho Raytheon khiến Raytheon là nhà thầu duy nhất cung cấp tên lửa Standard Missile.

Sau khi Hải quân Mỹ ngừng các hoạt động liên quan đến tên lửa SM-1 trong biên chế Hải quân Đài Loan, Viện Khoa học và Công nghệ Trung Sơn đã tiếp nhận và hỗ trợ quân đội Đài Loan trong sản xuất và thay thế động cơ tên lửa.

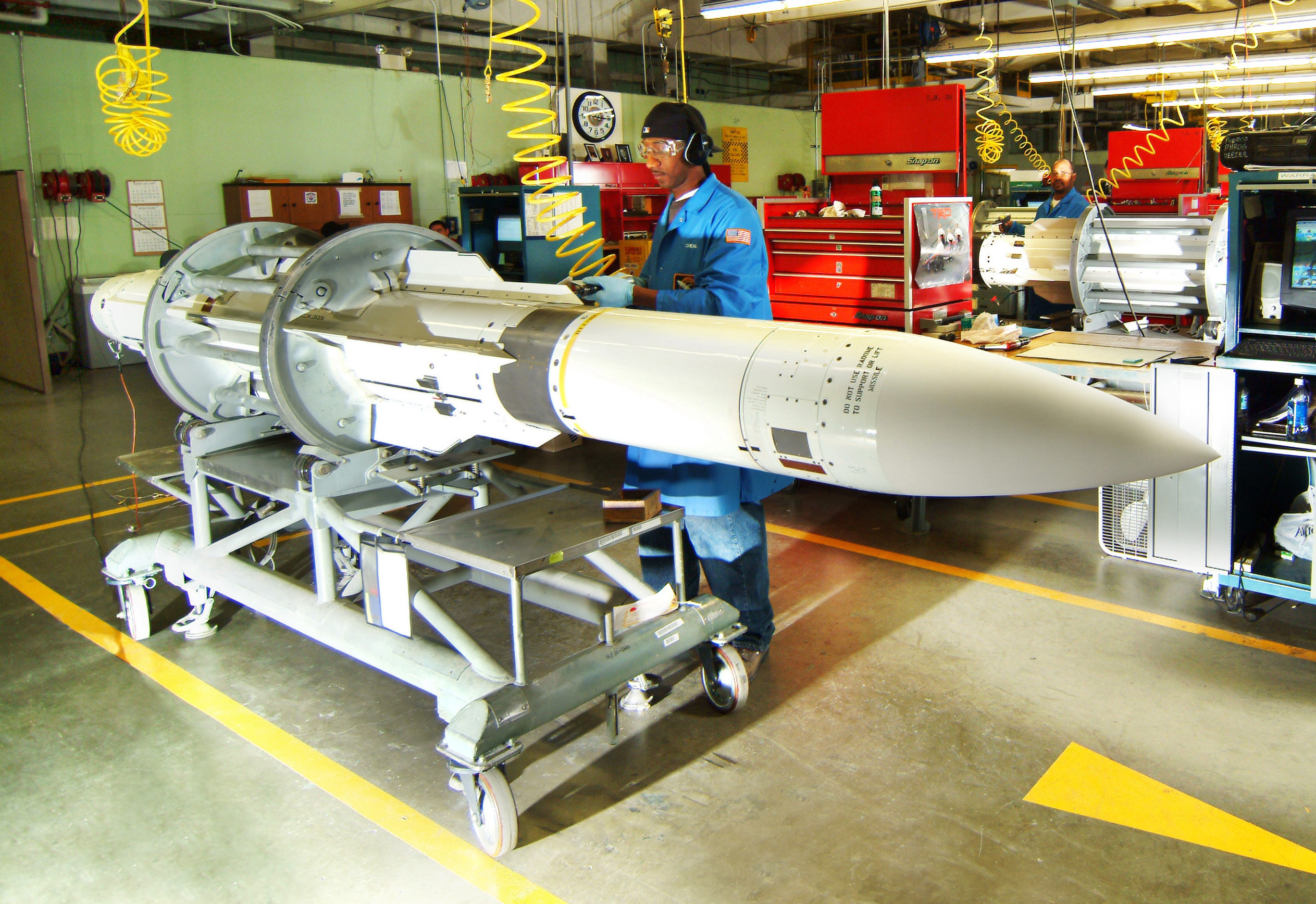
A RIM-66 being assembled.

## Tên lửa đối đất
RGM-165 LASM, có mã định danh là SM-4, là phiên bản tên lửa đối đất chính xác tầm xa để hỗ trợ hỏa lực cho lực lượng thủy quân lục chiến Hoa Kỳ. Tên lửa này vẫn sử dụng đầu đạn MK 125 và động cơ MK 104, với đầu dò radar được thay thế bởi đầu dẫn đường GPS/INS.

## Các nước vận hành

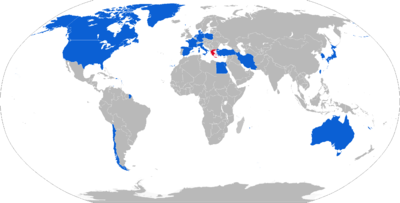
Các quốc gia đang sử dụng tính đến năm 2015

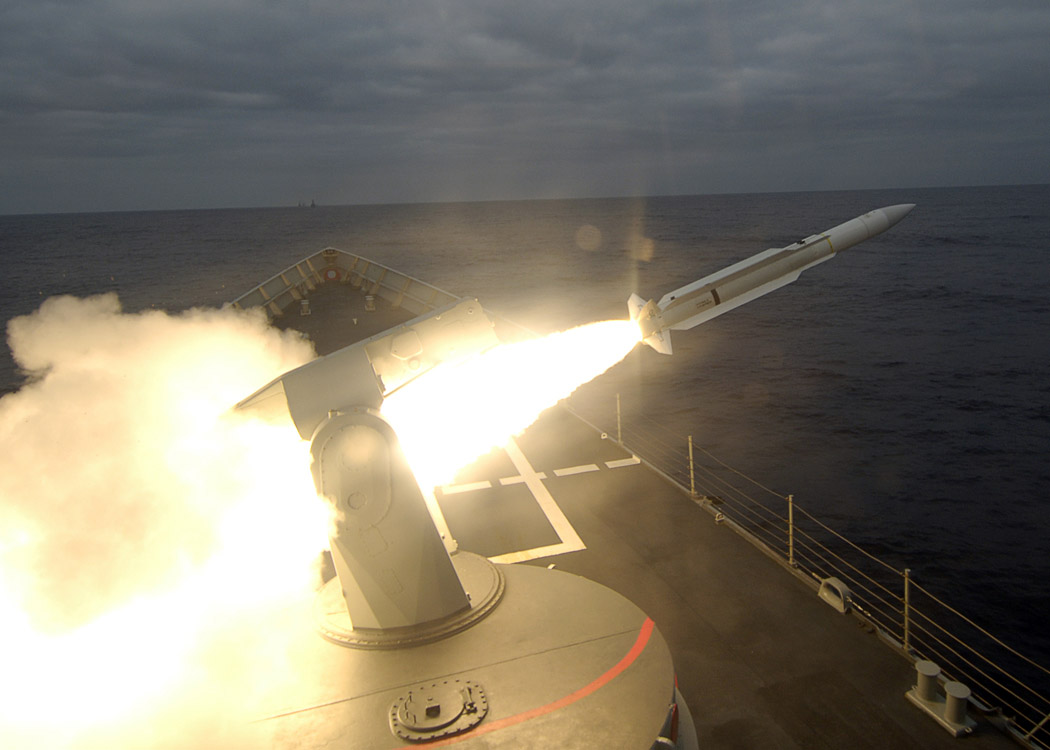
Tên lửa RIM-66 được phóng từ tàu Hải quân Tây Ban Nha Canarias, năm 2006

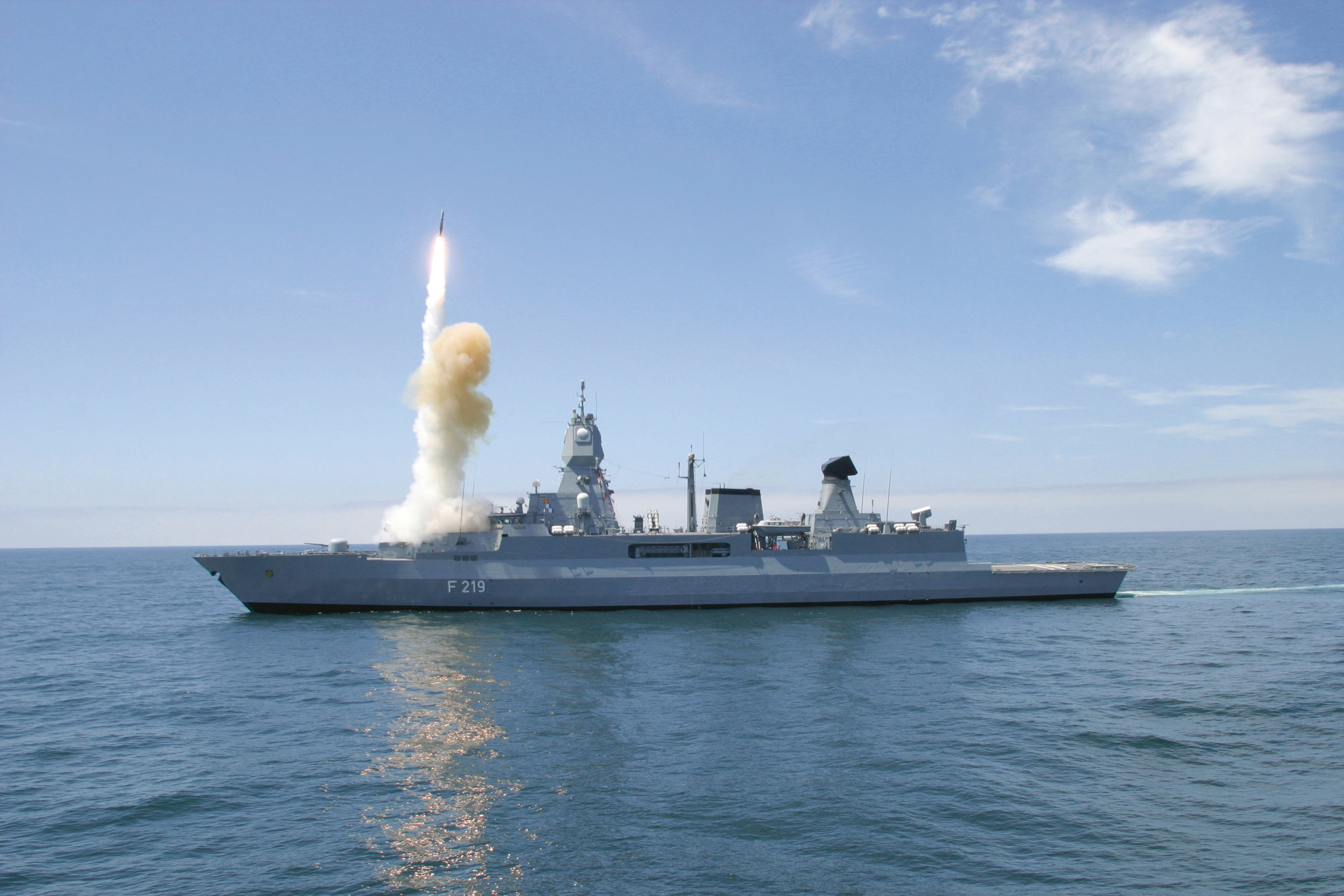
Sachsen của Hải quân Đức phóng tên lửa RIM-66.

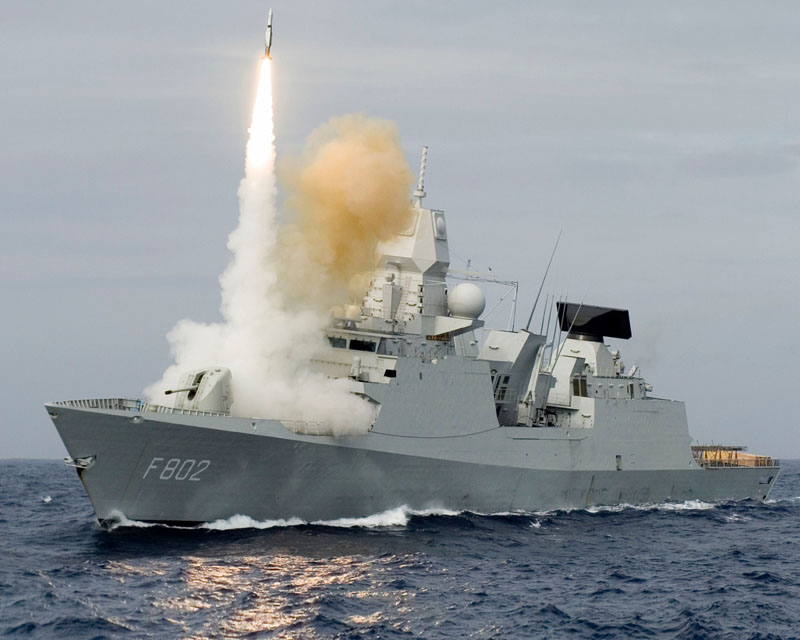
phóng RIM-66.

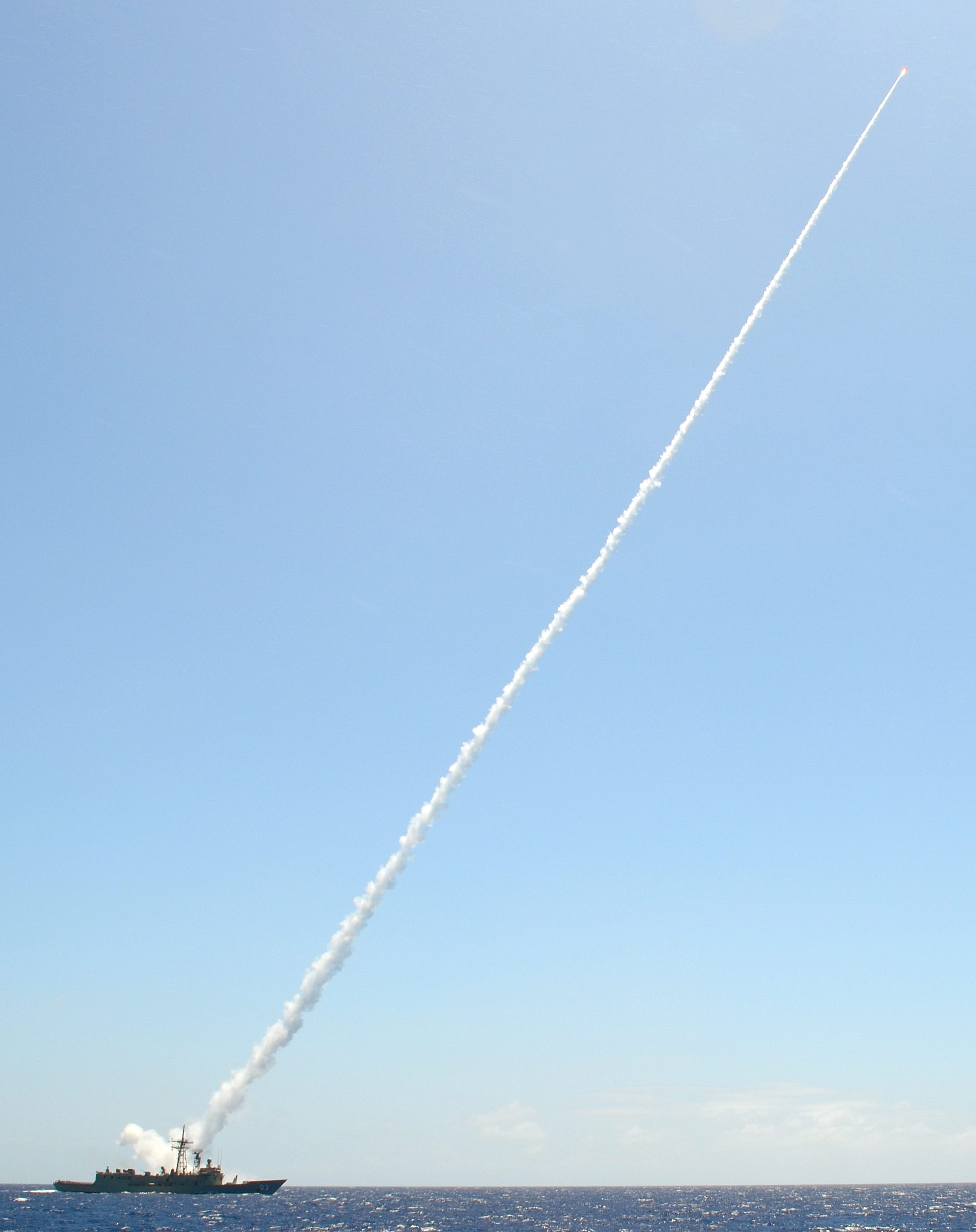
phóng SM-2

### Vẫn đang trang bị
Úc
 Chile
 Đan Mạch
 Ai Cập
 Đức
 Iran
 Italy
 Nhật Bản
 Hà Lan
 Ba Lan
 Pakistan
 Hàn Quốc
 Tây Ban Nha
 Đài Loan
 Thổ Nhĩ Kỳ
 Hoa Kỳ

### Các nước từng vận hành
Canada
 Pháp
 Hy Lạp

### Các phát triển tương tự
- Tên lửa chống radar AGM-78 Standard ARM dựa trên RIM-66
- RIM-67 Standard

### Các loại tên lửa tương tự
- Aster (missile family)
- Barak 8
- RIM-8 Talos
- Sea Dart
- Masurca
- List of United States Navy Guided Missile Launching Systems